# Helina inflata
Helina inflata este o specie de muște din genul Helina, familia Muscidae, descrisă de Fang, Li și Deng în anul 1986.
Este endemică în Sichuan. Conform Catalogue of Life specia Helina inflata nu are subspecii cunoscute.